# Dolní Bukovsko
Dolní Bukovsko è un comune mercato della Repubblica Ceca facente parte del distretto di České Budějovice, in Boemia Meridionale.